# Лейбфрид, Гюнтер
Гюнтер Лейбфрид (нем. Günther Leibfried; 1 июня 1915 — 20 июня 1977) — немецкий кристаллофизик, специалист по теории конденсированного состояния, профессор.

## Биография
Защитил докторскую диссертацию по физике в 1939 году вместе с Георгом Йоосом в Гёттингенском университете (об эффекте комбинационного рассеяния на квасцы и кристаллы сахара), затем работал в Гёттингене ассистентом Ричарда Беккера и завершил там свою хабилитацию в 1950 году. С 1957 по 1977 год в качестве директора исследовательского центра в Юлихе исследовал, в частности, воздействие радиации на кристаллические решётки. В то же время занимал должность профессора теоретической физики в Рейнско-Вестфальском техническом университете Ахена. Являлся редактором журнала «Zeitschrift für Physik».

## Память
С 1990 по 2008 годы Юлихский исследовательский центр присуждал премию имни Гюнтера Лейбфрида выдающимся аспирантам. Премия была заменена премией Excellence Prize в 2009 году.

## Публикации
- Микроскопическая теория механических и тепловых свойств кристаллов. Государственное издательство физико-математической литературы, 1963.